# VII (Teyana Taylor)
VII è l'album di debutto della cantante statunitense Teyana Taylor, pubblicato il 4 novembre 2014 dalla GOOD Music e dalla Def Jam.
L'album è stato anticipato dai singoli: Maybe con Yo Gotti e Pusha T, Business e Do Not Disturb con Chris Brown.

## L'album
L'album venne annunciato il 1º agosto 2014. In un'intervista a Complex, Taylor disse che non avrebbe permesso a nessuno di ascoltare l'album prima che fosse pronto, aggiungendo:
Nel settembre 2014, venne annunciata la data di uscita dell'album.

## Singoli
Il 16 giugno 2014, viene pubblicato il primo singolo estratto dall'album, Maybe, che ha visto la partecipazione di Yo Gotti e Pusha T. Il video musicale uscì il 22 agosto 2014.
Il secondo singolo, Business, venne pubblicato il 21 ottobre 2014. La canzone è stata anticipata l'8 ottobre 2014 dal video musicale.
Sempre il 21 ottobre 2014 è stato pubblicato il video di Broken Hearted Girl con Fabolous.
Il 28 ottobre 2014, viene pubblicato il terzo ed ultimo singolo, Do Not Disturb con Chris Brown. Anche questa canzone venne anticipata dal video musicale, pubblicato il 14 ottobre.

## Accoglienza
| Recensione           | Giudizio |
| -------------------- | -------- |
| Metacritic           | 77/100   |
| AllMusic             | [ 13 ]   |
| Complex              | [ 14 ]   |
| Entertainment Weekly | B        |
| HipHopDX             | [ 16 ]   |
| PopMatters           | 7/10     |

L'album venne accolto positivamente dalla critica musicale. Su Metacritic ha un punteggio di 77 su 100, basato su 4 recensioni.
Rachel Leah di HipHopDX ha dichiarato: "Nel complesso, VII è autentico e offre un campo d'azione molto più ampio di quello che abbiamo visto prima dagli artisti della Def Jam".

## Successo commerciale
L'album, ha debuttato al nº19 della Billboard 200, vendendo 16 000 copie negli Stati Uniti nella prima settimana. Nella seconda settimana, l'album è sceso al nº78, vendendo 5 000 copie. Nella terza settimana, l'album è sceso al nº160, vendendo 3 000 copie e portando le vendite totali di album a 24 000 copie.

## Classifiche
| Classifica (2014) | Posizione massima |
| ----------------- | ----------------- |
| Stati Uniti       | 19                |

## Tracce
1. Outta My League (Interlude) – 1:11 (testo: T. Taylor, S. Barthe, U. Ebong, C. Umana, E. Bellinger, J. Daniels, A. King, K. Owens)
2. Just Different – 3:44 (testo: T. Taylor, C. Balmoris, J. Fauntleroy, J. Nixon, B. Jackson)
3. Request – 3:58 (testo: T. Taylor, E. Johnson, A. Shelton, A. Birchett)
4. Do Not Disturb (feat. Chris Brown) – 4:12 (testo: T. Taylor, B. Soko, A. Proctor, R. Diaz, J. Daniels, A. King, K. Owens, J. Webb, C. Brown)
5. Broken Hearted Girl (feat. Fabolous) – 4:28 (testo: T. Taylor, M. Samuels, R. Ridgley, N. Seetharam, E. Bellinger, B. Nembhard, J. Jackson, M. Brockert)
6. It Could Just Be Love (Interlude) – 1:30 (testo: T. Taylor, H. Samuels, C. Harrell, D. Scott, E. Hamilton)
7. Put Your Love On – 2:17 (testo: T. Taylor, H. Samuels, C. Harrell, C. Reece, S. Jacobs)
8. Maybe (feat. Yo Gotti e Pusha T) – 4:05 (testo: T. Taylor, B. Soko, A. Proctor, R. Diaz, J. Daniels, A. King, K. Owens, T. Thornton, M. Mims)
9. Dreams – 3:22 (testo: T. Taylor, J. Daniels, A. King, A. Ritter, I.Shumpert)
10. Sorry – 4:05 (testo: T. Taylor, V. Davis, R. Thomas, A. Birchett, A.Shelton)
11. Business – 3:16 (testo: T. Taylor, B. Seals, S. Franks, S. Jean)
12. In the Air – 2:50 (testo: T. Taylor, G. Blizman, A. Piccoli, B. Nembhard, K. Janai, M. Georges)

### Tracce bonus nell'edizione deluxe[22]
1. Outta My League – 4:09 (testo: T. Taylor, S. Barthe, U. Ebong, C. Umana, E. Bellinger, J. Daniels, A. King, K. Owens)
2. It Could Just Be Love – 3:49 (testo: T. Taylor, H. Samuels, C. Harrell, D. Scott, E. Hamilton)

## Date di pubblicazione
| Regione         | Formati               | Data            | Etichetta                                      |
| --------------- | --------------------- | --------------- | ---------------------------------------------- |
| Resto del mondo | CD, Download digitale | 4 novembre 2014 | GOOD Music, Def Jam Recordings, Island Def Jam |